# Подязи
Подя̀зи (на полски: Podjazy; на кашубски: Pòdjazë; на немски: Podjass, Amalienthal) е село в Северна Полша, Поморско войводство, Картузийски окръг, в състава на община Суленчино. Има статут на кметство (солецтво).
Селището е разположено в историко-географската област Кашубия, западно от Кашубския ландшафтен парк и близо до източния бряг на Говидлинското езеро. Отстои на 6 км северноизточно от общинския център Суленчино, на 33 км западно от окръжния център Картузи, на 66 км западно от войводската столица Гданск, на 30 км североизточно от Битов, на 30 км северозападно от Кошчежина и на 37,5 км южно от Лемборк. Към него спадат населените части Амалка и Видна Гура.
Селото е споменато за пръв път в писмен източник през 1409 година. Към 1887 година има католическо училище и пощенска стация. Част е от католическата и протестантска енория в Суленчино.
В Подязи функционира основно училище, създадено през 1909 година. Негов патрон е санитарката от Армия Крайова Данута Шеджикувна.

## Население
Към 1868 година Подязи има 61 къщи и 644 жители, от които 378 католици и 266 протестанти.
Според данни от полската Централна статистическа служба, през 2011 г. населението на селото възлиза на 578 души.
- Графика. Промени в броя на жителите в периода 1868 – 2011 г.[4]